# عدم لیاقت ملی
عدم لیاقت ملی (به فرانسوی: Indignité nationale) عنوانی است که با پایان جنگ جهانی دوم، پس از بیرون رفتن آلمانی‌ها از فرانسه، توسط دولت نوبنیاد فرانسه عنوان شد. هدف از این اصل یا مفهوم کیفر دادن کسانی بود که با نیروهای آلمانی همکاری کرده بودند. کیفر چنین جرم‌هایی تنزل مقام ملی بود که شماری عدم اهلیت و از آن جمله محرومیت از حق رای دادن را به دنبال می‌آورد.
چنین محرومیت‌هایی در کشورهای دیگر هم بنا به دلائل گوناگون دیده می‌شد. برای نمونه در بلغارستان و یوگسلاوی به سال ۱۹۴۵ اشخاصی که دیدگاه‌های فاشیستی داشتند یا اینکه دشمن دمکراسی شمرده می‌شدند، از شرکت در انتخابات محروم بودند.